# Горња Бистра
Горња Бистра је насељено место у саставу општине Бистра у Загребачкој жупанији, Република Хрватска.

## Историја
До територијалне реорганизације у Хрватској налазила се у саставу старе загребачке приградске општине Запрешић.

## Становништво
На попису становништва 2011. године, Горња Бистра је имала 1.836 становника.

## Попис1991.
На попису становништва 1991. године, насељено место Горња Бистра је имало 1.569 становника, следећег националног састава:
| Попис 1991.‍   | Попис 1991.‍  | Попис 1991.‍ | Попис 1991.‍ | Попис 1991.‍ |
| ------------- | ------------ | ----------- | ----------- | ----------- |
|               |              |             |             |             |
| Хрвати        | Хрвати       |             | 1.404       | 89,48%      |
| Срби          | Срби         |             | 5           | 0,31%       |
| Словенци      | Словенци     |             | 3           | 0,19%       |
| Албанци       | Албанци      |             | 2           | 0,12%       |
| Немци         | Немци        |             | 2           | 0,12%       |
| Руси          | Руси         |             | 2           | 0,12%       |
| Чеси          | Чеси         |             | 2           | 0,12%       |
| Муслимани     | Муслимани    |             | 1           | 0,06%       |
| неопредељени  | неопредељени |             | 1           | 0,06%       |
| непознато     | непознато    |             | 147         | 9,36%       |
| укупно: 1.569 |              |             |             |             |